# Icon: Number Ones
Icon: Number Ones is het derde verzamelalbum van zangeres Janet Jackson, uitgegeven door A&M & Universal.
De cd kwam uit op 31 augustus 2010. Daarop staan 12 nummers van Jackson, waaronder een nieuw nummer genaamd Nothing. Dit lied nam Janet speciaal op als soundtrack voor de film Why Did I Get Married Too die eerder in dat jaar uitkwam.
Op de cd staan enkele van haar grootste hits, maar lang niet allemaal. Een jaar eerder was al de dubbel-cd met grootste hits Number Ones uitgebracht, waarop een veel completer overzicht van Jacksons discografie te vinden is.

## Composities
1. 'What Have You Done for Me Lately' – 4:44
2. 'Nasty' – 4:03
3. 'When I Think of You' – 3:55
4. 'Miss You Much' – 4:12
5. 'Escapade' – 4:44
6. 'Alright' – 4:59
7. 'That's the Way Love Goes' – 4:25
8. 'Together Again' – 4:07
9. 'Doesn't Really Matter' – 4:56
10. 'All for You' – 4:32
11. 'Make Me' – 3:38
12. 'Nothing' – 4:10